# Брайтон (округ Марафон, Вісконсин)
Брайтон (англ. Brighton) — місто (англ. town) в США, в окрузі Марафон штату Вісконсин. Населення — 620 осіб (2020).

## Демографія
Згідно з переписом 2010 року, у місті мешкало 612 осіб у 214 домогосподарствах у складі 156 родин. Було 217 помешкань
Расовий склад населення:
| - 94,8 % — білих - 0,7 % — азіатів - 4,6 % — осіб інших рас |

До двох чи більше рас належало 0,0 %. Частка іспаномовних становила 6,5 % від усіх жителів.
За віковим діапазоном населення розподілялося таким чином: 28,4 % — особи молодші 18 років, 62,8 % — особи у віці 18—64 років, 8,8 % — особи у віці 65 років та старші. Медіана віку мешканця становила 35,6 року. На 100 осіб жіночої статі у місті припадало 117,8 чоловіків;  на 100 жінок у віці від 18 років та старших — 126,9 чоловіків також старших 18 років.
Середній дохід на одне домашнє господарство  становив 72 797 доларів США (медіана — 63 542), а середній дохід на одну сім'ю — 75 136 доларів (медіана — 66 111). Медіана доходів становила 32 173 долари для чоловіків та 30 938 доларів для жінок. За межею бідності перебувало 7,3 % осіб, у тому числі 10,1 % дітей у віці до 18 років та 0,0 % осіб у віці 65 років та старших.
Цивільне працевлаштоване населення становило 318 осіб. Основні галузі зайнятості: сільське господарство, лісництво, риболовля — 32,7 %, освіта, охорона здоров'я та соціальна допомога — 26,1 %, виробництво — 15,4 %, фінанси, страхування та нерухомість — 6,9 %.